# Distrito de Aco (Corongo)
El distrito de Aco es uno de los siete distritos que pertenecen a la provincia de Corongo, ubicada en el departamento de Áncash, Perú.también aco tiene un caserío de San isidro

## Historia
El distrito fue creado mediante Ley del 9 de mayo de 1923, en el gobierno del presidente Augusto B. Leguía.

## Toponimia
El nombre castellanizado Aco deriva del sustantivo quechua aqu = arena.

## Autoridades

### Municipales
- 2015 - 2018[1]
  - Alcalde: Carlos Eduardo Miguel Rondán, del Partido Democrático Somos Perú.
- 2011 - 2014[2]
  - Alcalde: Carlos Eduardo Miguel Rondán, del Partido Democrático Somos Perú (SP).
- 2007 - 2010
  - Alcalde: Eustaquio Sánchez Asencio.